# Menschenhandel in Iran
Dieser Artikel behandelt den Menschenhandel in Iran zum Zweck der sexuellen Ausbeutung und der Zwangsarbeit. Nach TIP-Report gehört Iran zu dem vom Menschenhandel am schwersten betroffenen Staaten der Erde. Umfang und Verbreitung dieses Phänomens können in vier Bereichen untersucht werden: Frauen- und Mädchenschmuggel, Kinderschmuggel, Organhandel und Ausbeutung menschlicher Arbeitskräfte. Meistens sind Frauen, Kinder und Flüchtlinge (vor allem aus Afghanistan) vom Menschenhandel betroffen.

## Derzeitige Lage
Es gibt viele weit verbreitete Beweise dafür, dass die Prostitution und der Handel mit Frauen und Kindern in Iran zunehmen, insbesondere in Teheran und anderen größeren Städten. Nach der Islamischen Revolution 1979 wurde dies jedoch verboten. Der Selbstverkauf von Frauen war jedoch aufgrund von Wirtschaftskrisen und der Ausbreitung der Arbeitslosigkeit weit verbreitet.

## Die Anerkennungen der iranischen Behörden
Laut einem Bericht der Nationalen Sicherheitspolizei des Teheraner Großkommandos sowie Berichten des Zentrums für Frauenangelegenheiten und des Ausschusses der Organisation zur Verteidigung von Opfern von Gewalt im Jahr 2003 ist der Grenzschmuggel von Frauen und Mädchen an die Golfstaaten, Pakistan, Afghanistan und sogar europäische Länder immer häufiger aufgetreten. Schmuggler verschleppten ihre Opfer aus Bangladesch, Afghanistan und Pakistan nach Iran und schickten sie dann nach Europa. Im Jahr 2003 wurde die Zahl der Banden in West-Aserbaidschan entdeckt und entschärft. Nachrichten zeigen, dass die Islamische Republik Iran ein Hotspot des Menschenhandels ist, aber die Beamten der iranischen Regierung verzichten aus politischen und Sicherheitsgründen auf genaue Statistiken. In diesem Zusammenhang gab Ali Sadeghi, der Leiter der Einwanderungspolizei und der Polizeipass der iranischen Regierung, im Februar 2013 zu, dass iranische Mädchen in die arabischen Staaten verschleppt wurden. Zur gleichen Zeit sagte Ismail Ahmadi Moghaddam, Kommandeur der Polizeikräfte des Landes, dass das Hauptziel der Menschenhandel aus Iran in europäische Länder, Australien und Kanada sei. Die Situation der betroffenen Kinder in Iran sei jedes Jahr schlimmer und das Alter der Prostituierten in Iran werde immer niedriger.
Berichten zufolge verbietet die Regierung der Islamischen Republik Iran alle Formen des Menschenhandels durch ihr Gesetz zur Bekämpfung des Menschenhandels von 2004, das schwere Strafen vorsieht, häufig einschließlich Todesurteilen für verurteilte Menschenhändler. Grenzbeamte können jedoch an Verstößen gegen den Menschenhandel beteiligt sein, und Iran hat keine Disziplinarmaßnahmen gegen Beamte gemeldet, die im Verdacht stehen, den Menschenhandel zu erleichtern. Darüber hinaus werden Opfer festgenommen und können für Verstöße gegen moralische Standards wie Ehebruch, definiert als sexuelle Beziehungen außerhalb der Ehe, bestraft werden.
Nach Angaben der Vereinigten Staaten hält die iranische Regierung die Mindeststandards für die Beseitigung des Menschenhandels nicht ein und unternimmt keine nennenswerten Anstrengungen, um dies zu tun. Der mangelnde Zugang von US-Regierungsbeamten zu Iran verbietet die Erhebung vollständiger Daten über den Menschenhandel des Landes und die Bemühungen der Regierung, ihn einzudämmen. Iran hat der US-Regierung keine Beweise für Strafverfolgungsmaßnahmen gegen den Menschenhandel vorgelegt.

## Menschenhandel bezüglich Flüchtlinge aus Afghanistan
Am 27. Juni 2017 veröffentlichte das US-Außenministerium seinen Jahresbericht zum Menschenhandel. Laut diesem Bericht zwingen iranische Behörden und die Revolutionsgarde afghanische Flüchtlinge, in Syrien und im Irak zu kämpfen. In dem Bericht wird auch darauf hingewiesen, dass Iran zur Quelle und zum Ziel von Männern, Frauen und Kindern geworden sei, die dem Frauenhandel und der Zwangsarbeit ausgesetzt gewesen seien. Viele afghanische Flüchtlinge leben illegal in Iran und sind dort dem Menschenhandel ausgesetzt.